# غوردون راسيل
غوردون راسيل (بالإنجليزية: Gordon Russell)‏ هو كاتب سيناريو أمريكي، ولد في 15 أغسطس 1929 في سالم في الولايات المتحدة، وتوفي في 19 يناير 1981 في نيويورك في الولايات المتحدة.

## وصلات خارجية
- غوردون راسيل على موقع IMDb (الإنجليزية)
- غوردون راسيل على موقع قاعدة بيانات الفيلم (الإنجليزية)